# St. Ottilia (Taing)

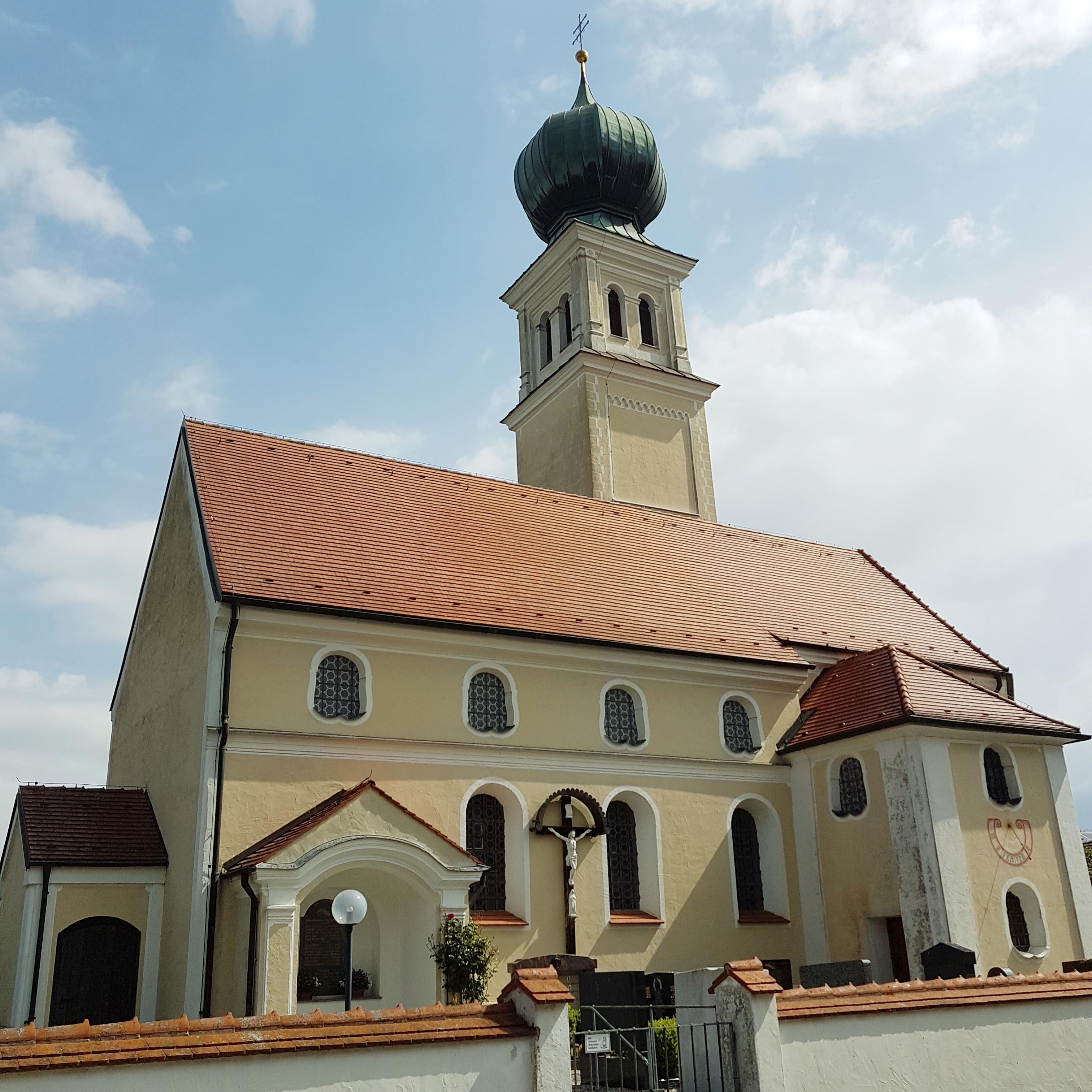
St. Ottilia in Taing

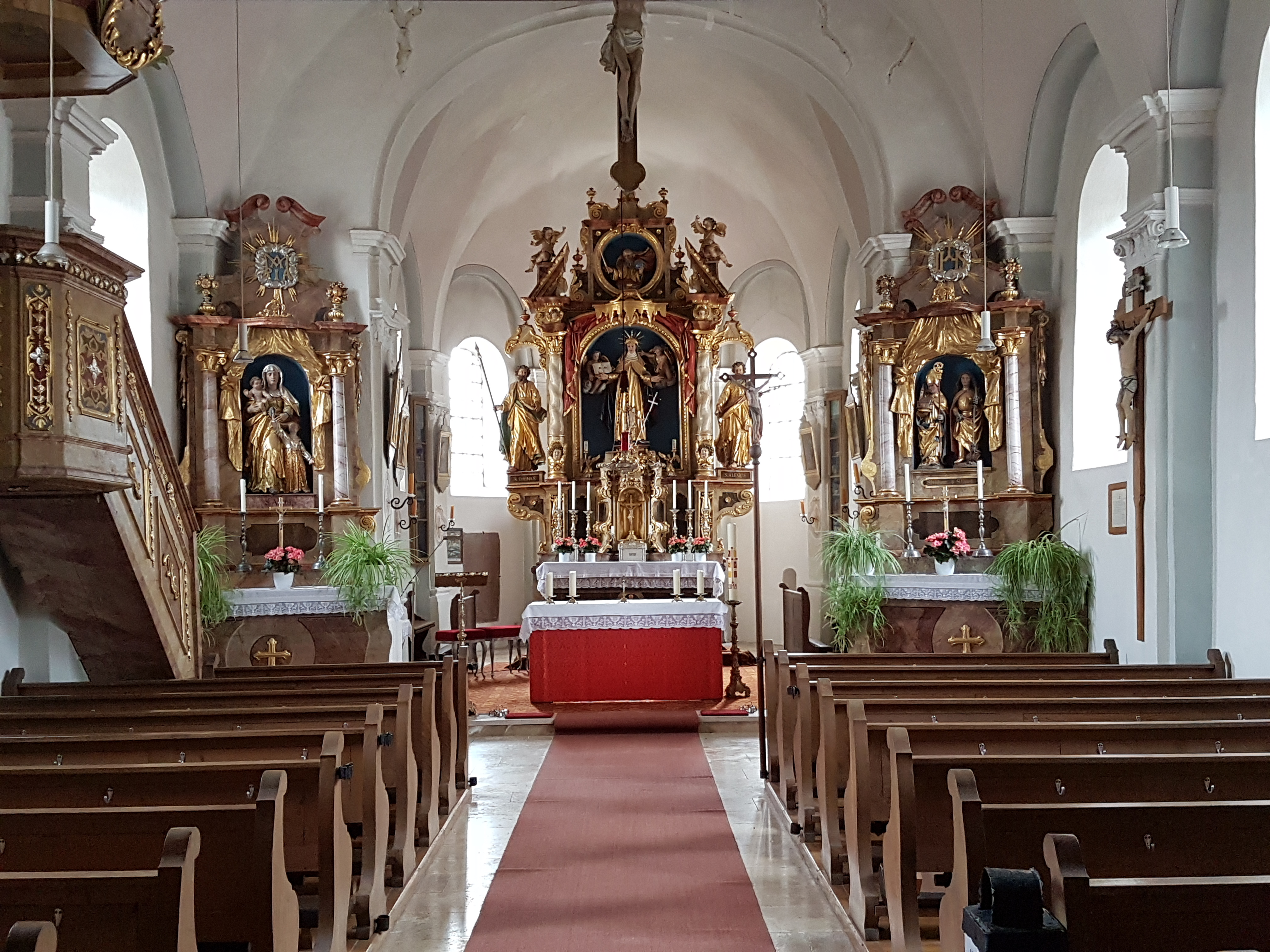
Innenraum

Die römisch-katholische Filialkirche und Wallfahrtskirche St. Ottilia steht in Taing, einem Gemeindeteil von Pastetten im oberbayrischen Landkreis Erding. Sie ist in der Liste der Baudenkmäler in Pastetten unter der Nr. D-1-77-135-19 eingetragen. Die Kirche gehört zum Dekanat Erding im Erzbistum München und Freising.

## Beschreibung
Die im Kern spätgotische Saalkirche wurde in der zweiten Hälfte des 14. Jahrhunderts erbaut und um 1730/50 von Johann Baptist Lethner barock umgebaut. Sie besteht aus dem Langhaus, dem eingezogenen, dreiseitig geschlossenen Chor im Osten, der Sakristei mit Oratorium an der Südwand des Chors und dem im Grundriss quadratischen Kirchturm mit Zwiebelhaube in der Nordwestecke von Langhaus und Chor. Im obersten  Geschoss des Turms hängen zwei Glocken.
Das Langhaus ist mit einem Stichkappengewölbe überspannt. Der barocke Hochaltar wurde um 1670 geschaffen. In der Mitte einer großen Nische steht eine Statue der Kirchenpatronin, der heiligen Ottilia, begleitet von zwei Engeln; an den Seiten des Altars links und rechts sind es Figuren des Apostels Thomas und des heiligen Alexius von Edessa. Im Altarbild ist Ottilia mit einem Buch dargestellt, das zwei Augen zeigt; denn der Legende nach war sie blind geboren und erhielt das Augenlicht, als sie im Kloster von Baume-les-Dames getauft wurde.